# Sun Bowl

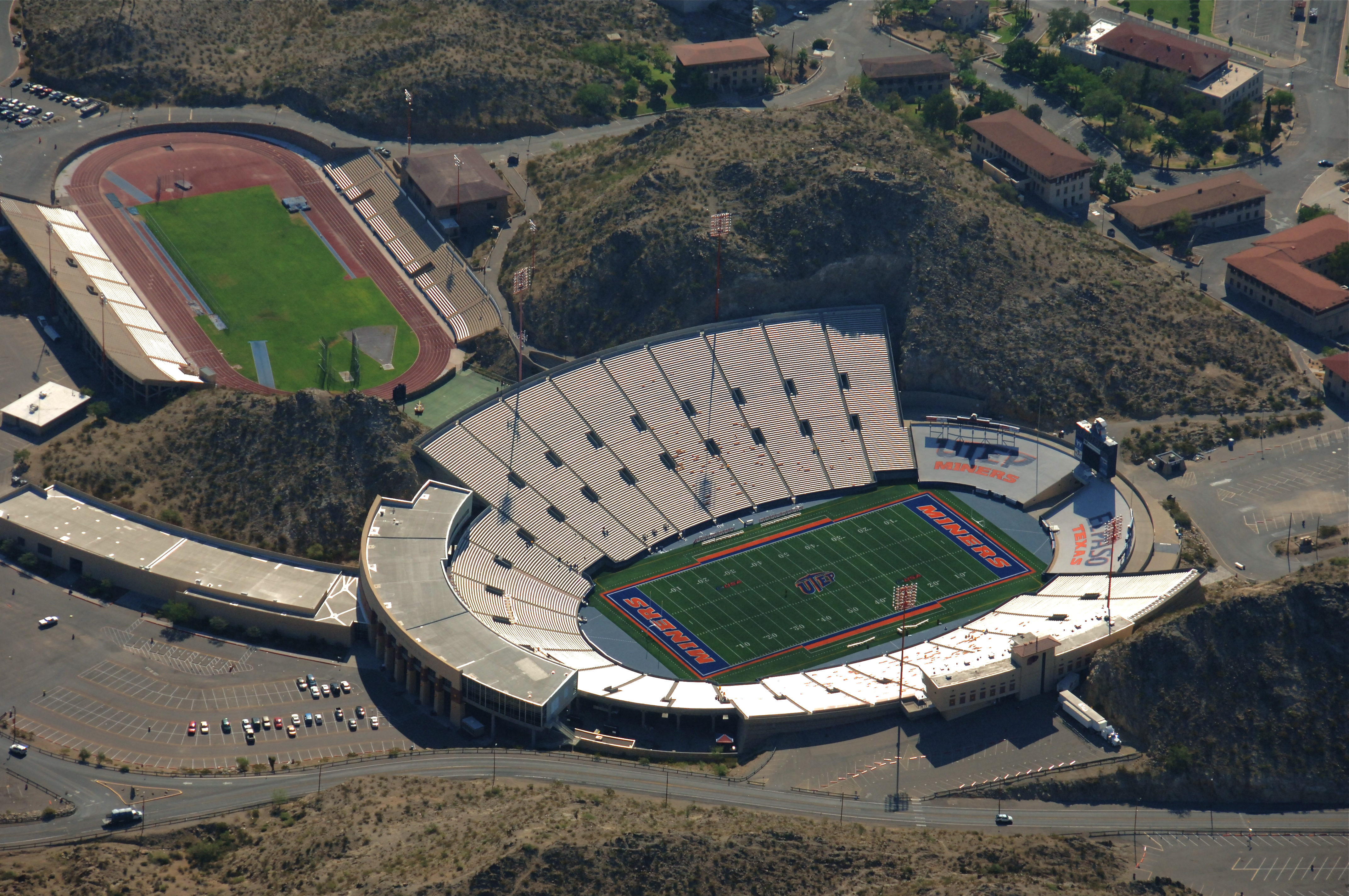
Arenan Sun Bowl vid Universiy of Texas at El Paso, som namngivits efter matchen.

Sun Bowl är en bowl, en särskilt utsedd collegematch, i amerikansk fotboll. Den spelas i El Paso i Texas varje år i slutet av december, oftast på nyårsafton. Den räknar sin historia till 1935 när två high school möttes. Därefter har matcherna genomförts av collegelag. Efter Rose Bowl är den tillsammans med Orange Bowl och Sugar Bowl den näst äldsta bowl som fortfarande spelas. Sedan 2019 sponsras matchen av Kellog's och heter officiellt Tony the Tiger Sun Bowl.
Matchen spelas på en stadion som också den fått namnet Sun Bowl och är University of Texas at El Paso arena för deras lag UTEP Miners. Arenan byggdes 1963 och tar drygt 51 000 åskådare.
I de tidigare matcherna möttes segraren i Border Conference, som samlade college vid USA:s sydgräns, och något utvalt college-lag för att ge en jämn match. Sedan 2011 plockas lagen ur Pac-12 Conference och Atlantic Coast Conference. Det utgör Pac-12:s femte val och Sun Bowl han erbjuda lagen som placerats fyra till åtta Atlantic Coasts liga att spela matchen.
År 1949 erbjöds Lafayette College, från Easton i Pennsylvania, att möta UTEP Miners, då Texas Mine Miners, men skolans ledning tackade nej efter ett stängt möte på Lafayette. Studenterna på Lafayette hade sett fram emot matchen och en demonstration genomfördes där rektorn konfronterades. Han berättade att Sun Bowl hade en segregationsklausul för matcherna och Lafayette bara skulle få spela om deras färgade spelare, David Showell, inte deltog, och att de då valde att tacka nej. Det ledde till ytterligare demonstrationer mot den allmänna segregationen inom college-idrotten och året efter hade regeln tagits bort för Sun Bowl-matcherna.